# Weald-Artois-Antiklinale

Geologische Karte von Südengland und Nordfrankreich

Die Weald-Artois-Antiklinale ist ein Gebirgskamm aus Kreidegestein, der vom sog. Weald-Gebiet im Süden Englands von Kent nach Artois in Ost-Frankreich verläuft und hierbei die Gegenden von Dover und Calais berührt. Seit 225.000 Jahren ist dieses Gebiet durch die Straße von Dover getrennt.
Das Wort Antiklinale bedeutet einen geologischen Sattel, der durch Faltung entsteht und durch seine Aufwölbung Gesteinsschichten öffnet. Hierbei beschränkt sich der Terminus im engeren Sinne auf solche Aufwölbungen, in denen die ursprüngliche Anordnung der Schichtenfolge gewahrt ist.
Die Weald-Artois-Antiklinale wölbte sich während der Alpidischen Orogenese auf, in der sich vor etwa 100 bis 5 Millionen Jahren die heutige Form der Gebirge in Europa herausbildete. Erdgeschichtlich bildete sich diese Orogenese zwischen der Kreidezeit und der stärksten Hebungsphase im späten Miozän. Die Eiszeiten des Pleistozäns prägten wesentlich das Aussehen der heutigen Gebirge.
Im Nordosten des Gebirgskamms liegt ein Gebiet, das durch einen eiszeitlichen See geformt wurde und unterhalb des Meeresspiegels der Nordsee liegt.
Gegen Südwesten schlossen sich tiefliegende Gebiete an, die früher England, Schottland und Wales mit dem Kontinent verbanden und heute vom Ärmelkanal bedeckt sind.
Der erste Gletscherlauf, der die Trennung Englands von Kontinentaleuropa bewirkte, geschah ungefähr vor 425.000 Jahren, wobei ein Wassereinbruch von bis zu einer Million Kubikmeter pro Sekunde die Senke des heutigen Ärmelkanals aus dem Kamm herausarbeitete. Der erste Gletscherlauf zerstörte die Antiklinale nicht vollständig, allerdings gab es bei hohem Meeresspiegel zeitweilig Verbindungen zwischen dem Ärmelkanal und der Nordsee. Der zweite Gletscherlauf ereignete sich vor etwa 160.000 Jahren während der Saaleeiszeit und trennte Großbritannien endgültig vom Festland.